# Маунтин-Вью (Арканзас)
Маунтин-Вью (англ. Mountain View) — город, расположенный в округе Стон (штат Арканзас, США) с населением в 2876 человек по статистическим данным переписи 2000 года. Город является административным центром округа Стон.
В Маунтин-Вью родился Дик Пауэлл, американский певец, актёр и продюсер.

## География
По данным Бюро переписи населения США город Маунтин-Вью имеет общую площадь в 17,61 квадратных километров, водных ресурсов в черте населённого пункта не имеется.
Город Маунтин-Вью расположен на высоте 232 метра над уровнем моря.

## Демография
По данным переписи населения 2000 года в Маунтин-Вью проживало 2876 человек, 792 семьи, насчитывалось 1287 домашних хозяйств и 1450 жилых домов. Средняя плотность населения составляла около 163 человек на один квадратный километр. Расовый состав Маунтин-Вью по данным переписи распределился следующим образом: 96,97 % белых, 0,94 % — коренных американцев, 0,03 % — выходцев с тихоокеанских островов, 1,74 % — представителей смешанных рас, 0,31 % — других народностей. Испаноговорящие составили 1,7 % от всех жителей города.
Из 1287 домашних хозяйств в 23,8 % — воспитывали детей в возрасте до 18 лет, 50,7 % представляли собой совместно проживающие супружеские пары, в 9,2 % семей женщины проживали без мужей, 38,4 % не имели семей. 35,7 % от общего числа семей на момент переписи жили самостоятельно, при этом 19,0 % составили одинокие пожилые люди в возрасте 65 лет и старше. Средний размер домашнего хозяйства составил 2,13 человек, а средний размер семьи — 2,72 человек.
Население города по возрастному диапазону по данным переписи 2000 года распределилось следующим образом: 20,2 % — жители младше 18 лет, 7,2 % — между 18 и 24 годами, 20,7 % — от 25 до 44 лет, 26,3 % — от 45 до 64 лет и 25,7 % — в возрасте 65 лет и старше. Средний возраст жителей составил 47 лет. На каждые 100 женщин в Маунтин-Вью приходилось 81,1 мужчин, при этом на каждые сто женщин 18 лет и старше приходилось 80,3 мужчин также старше 18 лет.
Средний доход на одно домашнее хозяйство в городе составил 19 302 доллара США, а средний доход на одну семью — 27 589 долларов. При этом мужчины имели средний доход в 20 000 долларов США в год против 16 790 долларов среднегодового дохода у женщин. Доход на душу населения в городе составил 17 375 долларов в год. 10,2 % от всего числа семей в округе и 17 % от всей численности населения находилось на момент переписи населения за чертой бедности, при этом 19,1 % из них были моложе 18 лет и 11,7 % — в возрасте 65 лет и старше.

## Стихийные бедствия
За свою историю город дважды страдал от торнадо.
- 14 апреля 1996 года торнадо категории F4 по шкале Фудзиты убил тёщу и зятя квотербекера Курта Уорнера.
- 5 февраля 2008 года торнадо категории EF4 нанёс серьёзный ущерб городу.